# Barrierevika
Die Barrierevika (norwegisch für Barriere-Bucht) ist eine offene Bucht im Winkel zwischen der Ingrid-Christensen-Küste des ostantarktischen Prinzessin-Elisabeth-Lands und dem angrenzenden West-Schelfeis.
Norwegische Kartografen erfassten sie anhand von Luftaufnahmen, die bei der Lars-Christensen-Expedition 1936/37 entstanden. Sie benannten sie nach dem inzwischen nicht mehr gebräuchlichen Begriff „Barriere“ für Schelfeis.